# Наперсный крест Фёдора Алексеевича

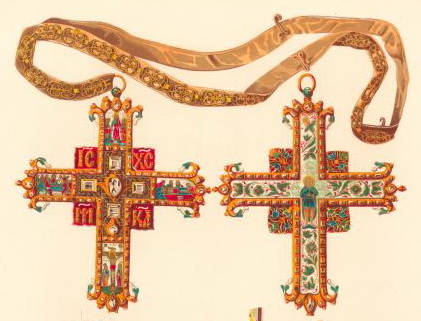
Наперсный крест царя Федора Алексеевича

Наперсный крест Федора III Алексеевича — одна из бывших царских регалий, которая хранится ныне в собрании Оружейной палаты Московского кремля. Эта вещь — единственное, что дошло до нашего времени от парадного наряда Федора III Алексеевича (1676—1682 гг.), старшего сына и преемника Алексея Михайловича.
Крест-мощевик был сделан мастерами Кремля в 1662 году и потом переделан в 1682 году.
Золотой эмалированный крест украшен алмазами. Он имеет золотую цепочку, звенья которой наклеены на розовый атлас.
С внешней стороны крест содержит следующие изображения: Воскресение Христово сверху, Распятие снизу, с обеих сторон — Тайная Вечеря и Возложение Христа в гроб. Он содержал когда-то часть Ризы Господа и часть Креста Господня.
Раскрывается крест-мощевик из средней части лицевой стороны; внутренняя отделка — эмалированные сцены Благовещенья, Рождества Христова (с надписью и датой — 1662год) и Крещения. На зелёной эмали выгравирован тропарь Живосторящему Кресту: «Спаси, Господи, люди твоя, и благослови достояние Твое, победы Царю нашему на неверныя во Христа языки даруя и своя сохраняя крестом сы люди». Под молитвой — образ Спаса Нерукотворного, под ним знаки: «И И И И».
На обратной стороне крест имеет эмалированное изображение святого Федора Стратилата — царского покровителя.